# Université de Chester
L'université de Chester est une université nationale anglaise, située à Chester. Elle a été fondée en 1839.

## Composantes
L'université est structurée en huit facultés :
- Faculté de sciences appliquées et de sciences de la santé
- Faculté de droit, de management et de commerce
- Faculté des arts et média
- Faculté d'éducation et de service à l'enfant
- Faculté de sciences sociales et de la santé
- Faculté de sciences sociales
- Faculté de sciences humaines
- Faculté d'enseignement au long de la vie

## Personnalités liées à l'université

### Docteurshonoris causa
- The Singh Twins (les sœurs jumelles Amrit Singh et Rabindra Kaur Singh) ont reçu en 2015 le diplôme honorifique de docteur ès arts de l'université [1].